# Bāb-e Khāledābād
Bāb-e Khāledābād (persiska: باب خالد آباد) är en ort i Iran.   Den ligger i provinsen Västazarbaijan, i den nordvästra delen av landet, 600 km väster om huvudstaden Teheran. Bāb-e Khāledābād ligger 1 522 meter över havet och antalet invånare är 338.
Terrängen runt Bāb-e Khāledābād är huvudsakligen kuperad, men åt sydost är den platt.Runt Bāb-e Khāledābād är det ganska glesbefolkat, med 48 invånare per kvadratkilometer. Närmaste större samhälle är Oshnavīyeh, 10,7 km norr om Bāb-e Khāledābād. Trakten runt Bāb-e Khāledābād består i huvudsak av gräsmarker.